# Necromanis
Necromanis is een geslacht van uitgestorven schubdieren uit de Patriomanidae. Dit dier leefde tijdens de overgang van het Oligoceen naar Mioceen in Frankrijk.
Het leefde van het Midden-Oligoceen tot Midden-Mioceen in Europa. Het werd oorspronkelijk binnen de familie Manidae geplaatst, maar werd er uiteindelijk uit verwijderd toen er meer fossiele pholidotiden van buiten die familie werden gevonden en uitgebreider werden bestudeerd (dat wil zeggen met de ontdekking en onderzoek van Eomanis en Patriomanis). Momenteel wordt Necromanis geplaatst als incertae sedis binnen de pholidotische superfamilie Manoidea, samen met de families Manidae en Patriomanidae.
Necromanis quercyi werd oorspronkelijk door Florentino Ameghino in 1905 in Teutomanis geplaatst, maar werd later ondergebracht in Necromanis. Een nieuw fossiel opperarmbeen toegeschreven aan Necromanis franconica uit Quercy, Frankrijk, leidde ertoe dat onderzoekers de status van Teutomanis quercyi in tegenstelling tot Necromanis opnieuw bevestigden.